# Barranc dels Verdins
El Barranc dels Verdins (barranc des Verdins, en la pronúncia pallaresa) és un barranc del terme de la Torre de Cabdella, dins de l'antic terme primigeni d'aquest municipi.
S'origina a 2.246,3 m. alt., als Colladons, a la Pala des Verdins, des d'on davalla cap a l'est-sud-est, en direcció al poble d'Espui, pel costat nord del qual passa abans d'abocar-se en el Flamisell. El darrer tram, a prop del poble, es coneix també com a barranc d'Escobet.